# Зерновое (Джанкойский район)
Зерново́е (до 1948 года Тюбе́й укр. Зернове, крымскотат. Töbey, Тёбей) — село в Джанкойском районе Республики Крым, входит в состав Роскошненского сельского поселения (согласно административно-территориальному делению Украины — Роскошненского сельского совета Автономной Республики Крым).

## Население
| 2001 | 2014 |
| ---- | ---- |
| 803  | ↘627 |

Всеукраинская перепись 2001 года показала следующее распределение по носителям языка
| Язык             | Процент |
| ---------------- | ------- |
| русский          | 61.52   |
| крымскотатарский | 22.17   |
| украинский       | 15.19   |
| другие           | 0.12    |

### Динамика численности
| - 1805 год — 98 чел. - 1864 год — 7 чел. - 1892 год — 6 чел. - 1900 год — 22 чел. - 1915 год — 7/41 чел. - 1926 год — 88 чел. | - 1939 год — 243 чел. - 1989 год — 866 чел. - 2001 год — 803 чел. - 2009 год — 702 чел. - 2014 год — 627 чел. |

## Современное состояние
На 2017 год в Зерновом числится 9 улиц и 2 переулка; на 2009 год, по данным сельсовета, село занимало площадь 69 гектаров на которой, в 244 дворах, проживало 702 человека. В селе действуют библиотека, сельский клуб

## География
Зерновое — село на крайнем юго-западе района, в степном Крыму, на стыке границ с Красногвардейским и Первомайским районами, высота центра села над уровнем моря — 35 м. Соседние сёла: Роскошное в 1 км на север, Краснодарка в 4 километрах на юго-запад и Победино в 4,2 километра на юго-восток — оба Красногвардейского района. Расстояние до райцентра — около 26 километров (по шоссе), там же ближайшая железнодорожная станция. Транспортное сообщение осуществляется по региональной автодороге 35Н-172 от шоссе 35Н-172 Днепровка — Роскошное (по украинской классификации — С-0-10410).

## История
Первое документальное упоминание села встречается в Камеральном Описании Крыма… 1784 года, судя по которому, в последний период Крымского ханства Тубеи Хаджи входил в Караул кадылык Перекопского каймаканства.
После присоединения Крыма к России (8) 19 апреля 1783 года, (8) 19 февраля 1784 года, именным указом Екатерины II сенату, на территории бывшего Крымского Ханства была образована Таврическая область и деревня была приписана к Перекопскому уезду. После Павловских реформ, с 1796 по 1802 год, входила в Перекопский уезд Новороссийской губернии. По новому административному делению, после создания 8 (20) октября 1802 года Таврической губернии, Тюбей был включён в состав Бозгозской волости Перекопского уезда.
По Ведомости о всех селениях в Перекопском уезде состоящих с показанием в которой волости сколько числом дворов и душ… от 21 октября 1805 года, в деревне Тубей числилось 11 дворов и 98 жителей, исключительно крымских татар. На военно-топографической генерал-майора Мухина карте 1817 года деревня Тубей обозначена с 21 двором. После реформы волостного деления 1829 года Тюбей, согласно «Ведомости о казённых волостях Таврической губернии 1829 года», отнесли к Эльвигазанской волости. На карте 1836 года в деревне 10 дворов. Затем, видимо, вследствие эмиграции крымских татар в Турцию, деревня заметно опустела и на карте 1842 года Тюбей обозначен условным знаком «малая деревня», то есть менее 5 дворов.
В 1860-х годах, после земской реформы Александра II, деревню включили в состав Бурлак-Таминской волости. В «Списке населённых мест Таврической губернии по сведениям 1864 года», составленном по результатам VIII ревизии 1864 года, Тюбей — владельческая деревня с 1 двором и 7 жителями при колодцах. По обследованиям профессора А. Н. Козловского начала 1860-х годов, вода в колодцах деревни была пресная, а их глубина колебалась от 8 до 10 саженей (16—21 м). Согласно «Памятной книжке Таврической губернии за 1867 год», деревня Тюбей была покинута жителями в 1860—1864 годах, в результате эмиграции крымских татар, особенно массовой после Крымской войны 1853—1856 годов, в Турцию и оставалась в развалинах и, если на трехверстовой карте Шуберта 1865 года деревня ещё обозначена, то на карте, с корректурой 1876 года она помечена, как хутор Лютостанской Тюбей с 1 двором.
Вновь поселение встречается в «Памятной книжке Таврической губернии на 1892 год», согласно которой после земской реформы 1890 года Тюбей отнесли к Александровской волости и на хуторе Тюбий, не входившем ни в одно сельское общество, числилось 6 жителей в 2 домохозяйствах. По «…Памятной книжке Таврической губернии на 1900 год» в селении Тюбий числилось 22 жителя в 1 дворе. По Статистическому справочнику Таврической губернии. Ч.II-я. Статистический очерк, выпуск пятый Перекопский уезд, 1915 год, на хуторе Тюбий Александровской волости Перекопского уезда числился 1 двор с немецким населением в количестве 7 человек приписных жителей и 41 — «посторонних», из которых 30 мужчин и 18 женщин. При хуторе числилось 1252 десятины удобной земли. В хозяйстве имелось 80 лошадей, 300 волов, 22 коровы и 382 головы мелкого скота.
После установления в Крыму Советской власти, по постановлению Крымревкома от 8 января 1921 года № 206 «Об изменении административных границ» была упразднена волостная система и в составе Джанкойского уезда (преобразованного из Перекопского) был создан Джанкойский район. С 1 января 1922 года, Тюбей — 1-е отделение совхоза «Семенной» (по другим данным совхоз назывался «Бий-Су-Ковче», а «Семенной» создан после войны). В 1922 году уезды преобразовали в округа. 11 октября 1923 года, согласно постановлению ВЦИК, в административное деление Крымской АССР были внесены изменения, в результате которых округа были ликвидированы, основной административной единицей стал Джанкойский район и село включили в его состав. Согласно Списку населённых пунктов Крымской АССР по Всесоюзной переписи 17 декабря 1926 года, в совхозе Тюбий, Сеит-Булатского сельсовета Джанкойского района, числилось 36 дворов, из них 28 крестьянских, население составляло 88 человек, из них 63 украинца, 8 немцев, 7 белорусов, 7 русских, 1 армянин, 1 еврей, 1 записан в графе «прочие», действовала русская школа. По данным всесоюзной переписи населения 1939 года в селе проживало 243 человека.
В 1944 году, после освобождения Крыма от фашистов, 12 августа 1944 года было принято постановление № ГОКО-6372с «О переселении колхозников в районы Крыма» и в сентябре 1944 года в район приехали первые новоселы (27 семей) из Каменец-Подольской и Киевской областей, а в начале 1950-х годов последовала вторая волна переселенцев из различных областей Украины. С 25 июня 1946 года Тюбей в составе Крымской области РСФСР. Указом Президиума Верховного Совета РСФСР от 18 мая 1948 года, Тюбей (или Тюбий) переименовали в Зерновое. 26 апреля 1954 года Крымская область была передана из состава РСФСР в состав УССР, в том же году был создан Роскошненский сельсовет, в который включили село. В 1975 году совет преобразован в Ярковский, в 1992 году выделением из Ярковского сельсовета восстановлен, в который вошло Зерновое. По данным переписи 1989 года в селе проживало 866 человек. С 12 февраля 1991 года село в восстановленной Крымской АССР, 26 февраля 1992 года переименованной в Автономную Республику Крым. С 21 марта 2014 года в составе Крыма аннексировано Россией.